# Radnóti-díj

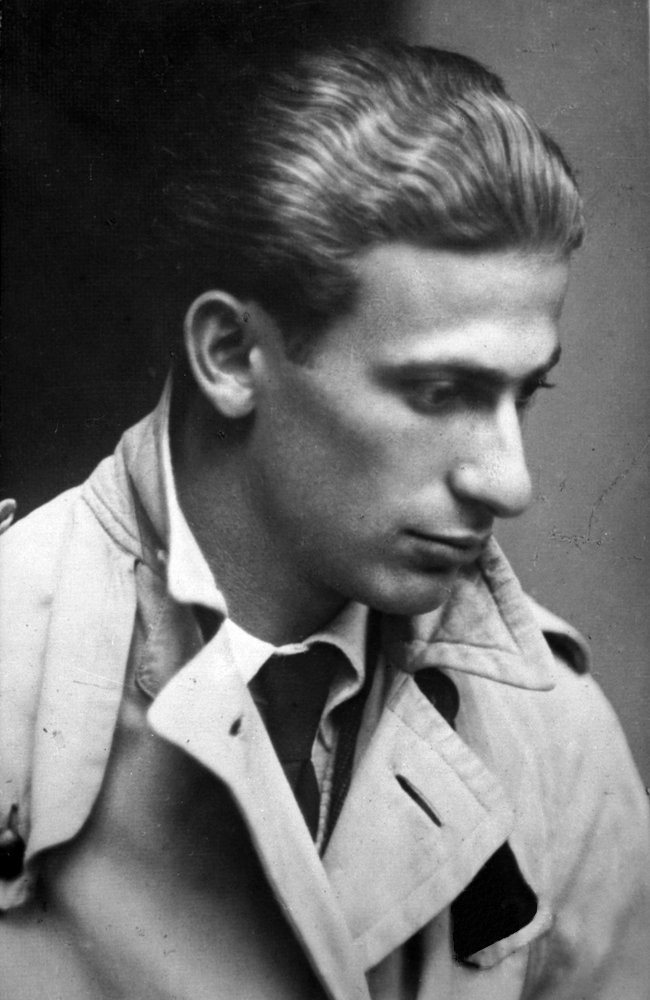
Radnóti Miklós (1909-1944)

A Radnóti-díj egy 1971-ben alapított irodalmi díj, melyet költőknek, illetve versmondóknak, valamint a magyar költészet, a verskultúra népszerűsítéséért tevékenykedő művészeknek, versmondókat felkészítő tanároknak, pedagógusoknak, irodalomnépszerűsítő személyeknek ítélnek oda. Alapítója a győri székhelyű Radnóti Miklós Emlékbizottság és Irodalmi Társaság, amelynek célkitűzései között a mártír költő emlékének ápolásán túl a kortárs magyar költészet támogatása, népszerűsítése, valamint az irodalmi alkotók munkájának segítése is szerepel. A Radnóti-díjak odaítélésének és átadásának feladatait, a Radnóti Költészeti Biennálé szervezésével együtt, az Emlékbizottság fokozatos leállását követően a Magyar Versmondók Egyesülete vette át.

## Leírása és kategóriái
Célkitűzésének megvalósítása érdekében alapította meg a emlékbizottság és irodalmi társaság a Radnóti-díjat, amelyet egy kuratórium ítél oda kétévente egy-egy kortárs költőknek az ugyancsak ezen Irodalmi Társaság által életre hívott Költészeti Biennále alkalmával. Az eredeti alapítói szándék szerint hárman vehettek át díjat: egy versíró életműve elismeréseként, további egy-egy pedig vidéki, illetve elsőkötetes alkotóként. 1990 után az alapítók úgy döntöttek, hogy lehetőség szerint két kategóriában adnak át díjat:
- költői fődíj – életmű elismeréseként, és
- költői díj – pályakezdő, de nem feltétlenül elsőkötetes költőnek.

Az elnevezések alapján ezt az elismerést a költészeti biennále (fő)díja, illetve a Radnóti Irodalmi Társaság (fő)díja néven is emlegetik.
Első alkalommal 1971-ben adták át. 1989-ben, a rendszerváltás okozta bizonytalanságok miatt, nem rendezték meg a biennálét, ezért a díj odaítélése egy évet csúszott, majd 1992-ben el is maradt, illetve a Covid okozta járvány alatt is kényszerpihenőt tartott.
A Radnóti Miklós Emlékbizottság és Irodalmi Társaság a Költészeti Biennále mellett, a Magyar Versmondók Egyesületével karöltve életre hívta a Radnóti Miklós Nemzeti Vers- és Prózamondó Versenyt. Az országos, illetve  Kárpát-medencei vagy még nagyobb merítésű, nemzeti hatókörű rendezvényen az előzetesen megtartott országos vers- és prózamondó versenyek helyezettjei vesznek részt, meghívásos alapon. A Magyar Versmondók Egyesülete a verseny évében bekéri a versmondókörök, -műhelyek és iskolák jelöléseit az amatőr versmondókat felkészítő tanárok, illetve más Irodalomnépszerűsítő tevékenységet végzők elismerésére. Ennek megfelelően a Győrben megrendezett országos versenyen minden második év novemberében az alábbi kategóriákban ítélnek oda még Radnóti-díjat:
- előadói díj – előadóművésznek, életművéért; valamint felnőtt vers- és prózamondónak  a győztesek versenyén, a Radnóti Miklós vers- és prózamondó versenyen első helyezést szerző felnőtt versmondó előadónak,[4] és
- pedagógus díj – felkészítő tanárnak, illetve más irodalmat népszerűsítő személynek.
- Radnóti-diploma – a 21 év alatti, ifjúsági korosztályban a győztesek versenyén, a Radnóti Miklós vers- és prózamondó versenyen első helyezést szerző versmondó díja

A díjak odaítélésében 2022-től a Magyar Versmondók Egyesülete felkért Radnóti-díjas művészei hoznak döntést.

## Díjazottak

### Költők
| Év   | Díj                    | Név                                            |
| ---- | ---------------------- | ---------------------------------------------- |
| 1971 | Költői fődíj           | Juhász Ferenc                                  |
| 1971 | Vidéken élő költő díja | Buda Ferenc                                    |
| 1971 | Elsőkötetes költő díja | Kiss Benedek                                   |
| 1973 | Költői fődíj           | Nagy László                                    |
| 1973 | Vidéken élő költő díja | Kalász László                                  |
| 1973 | Elsőkötetes költő díja | Bertók László                                  |
| 1975 | Költői fődíj           | Fodor András                                   |
| 1975 | Vidéken élő költő díja | Ratkó József                                   |
| 1975 | Elsőkötetes költő díja | Péntek Imre                                    |
| 1977 | Költői fődíj           | Kormos István                                  |
| 1977 | Vidéken élő költő díja | Győri László                                   |
| 1977 | Elsőkötetes költő díja | Nagy Gáspár                                    |
| 1979 | Költői fődíj           | Szécsi Margit                                  |
| 1979 | Vidéken élő költő díja | Serfőző Simon                                  |
| 1979 | Elsőkötetes költő díja | Borbély János, Pátkai Tivadar, Villányi László |
| 1981 | Költői fődíj           | Garai Gábor                                    |
| 1981 | Vidéken élő költő díja | Hatvani Dániel                                 |
| 1981 | Elsőkötetes költő díja | Zalán Tibor                                    |
| 1983 | Költői fődíj           | Lator László                                   |
| 1983 | Vidéken élő költő díja | Takács Imre                                    |
| 1983 | Elsőkötetes költő díja | Várady Szabolcs                                |
| 1985 | Költői fődíj           | Kalász Márton                                  |
| 1985 | Vidéken élő költő díja | Pintér Lajos                                   |
| 1985 | Elsőkötetes költő díja | Csajka Gábor Cyprian                           |
| 1987 | Költői fődíj           | Orbán Ottó                                     |
| 1987 | Vidéken élő költő díja | Baka István                                    |
| 1987 | Elsőkötetes költő díja | Erdélyi Sándor                                 |
| 1990 | Költői fődíj           | Csoóri Sándor                                  |
| 1990 | Vidéken élő költő díja | Kerék Imre                                     |
| 1990 | Elsőkötetes költő díja | Tóth Krisztina                                 |
| 1994 | Költői fődíj           | Parancs János                                  |
| 1994 | Költői díj             | Kelemen Lajos                                  |
| 1996 | Költői fődíj           | Hárs Ernő                                      |
| 1996 | Költői díj             | Méhes Károly                                   |
| 1998 | Költői fődíj           | Takács Zsuzsa                                  |
| 1998 | Költői díj             | Schein Gábor                                   |
| 2000 | Költői fődíj           | Tolnai Ottó                                    |
| 2000 | Költői díj             | Jász Attila                                    |
| 2002 | Költői fődíj           | Bertók László                                  |
| 2002 | Költői díj             | Szakács Eszter                                 |
| 2004 | Költői fődíj           | Beney Zsuzsa                                   |
| 2004 | Költői díj             | Varga Mátyás                                   |
| 2006 | Költői fődíj           | Gergely Ágnes                                  |
| 2006 | Költői díj             | G. István László                               |
| 2008 | Költői fődíj           | Ágh István                                     |
| 2008 | Költői díj             | Lövétei Lázár László                           |
| 2010 | Költői fődíj           | Ferencz Győző                                  |
| 2010 | Költői díj             | Danyi Zoltán                                   |
| 2012 | Költői fődíj           | Kántor Péter                                   |
| 2012 | Költői díj             | Acsai Roland                                   |
| 2014 | Életmű-díj             | Szepesi Attila                                 |
| 2014 | Költői-díj             | Szlukovényi Katalin                            |

### Vers- és prózamondók
| Év   | Név                       | Település                |
| ---- | ------------------------- | ------------------------ |
| 1971 | Koncz Károly              | Miskolc                  |
| 1971 | Mohai Gábor               | Budapest                 |
| 1971 | P. Nagy Gabriella         | Győr                     |
| 1972 | Molnárné Merczel Erzsébet | Balassagyarmat           |
| 1972 | Petrozsényi Eszter        | Budapest                 |
| 1972 | Tóth Erzsébet             | Tatabánya                |
| 1973 | Benyár Irén               | Martonvásár              |
| 1973 | Horváth Ildikó            | Győr                     |
| 1973 | Nagy József               | Taktaharkány             |
| 1974 | Hegedüs Péter             | Győr                     |
| 1974 | Mélykuti Ilona            | Budapest                 |
| 1974 | Szabó András              | Budapest                 |
| 1975 | Babits László             | Budapest                 |
| 1975 | Gieler Ferenc             | Budapest                 |
| 1975 | Szabó Annamária           |                          |
| 1976 | Hódossy Ildikó            | Oroszlány                |
| 1976 | Madarász Zsuzsanna        | Győr                     |
| 1976 | Petrán Katalin            | Eger                     |
| 1979 | Kovács Márta              |                          |
| 1979 | Oláh László               | Győr                     |
| 1979 | Perina József             |                          |
| 1981 | Bakon Erika               |                          |
| 1981 | Holmann Endre             | Tatabánya                |
| 1981 | Torday Ferenc             | Budapest                 |
| 1984 | Győrfi József             | Budapest                 |
| 1984 | Kernács Márta             | Budapest                 |
| 1984 | Szokolay Zoltán           | Szekszárd                |
| 1986 | Balogh József             | Szeged                   |
| 1986 | Bedő Csaba                | Nagykanizsa              |
| 1986 | Bodor-Palkó Pál           | Kecskemét                |
| 1988 | Orbán Júlia               | Kapuvár                  |
| 1988 | Orcskai Erika             | Budapest                 |
| 1988 | Virág László              | Budapest                 |
| 1990 | Dézsi Lajosné             | Debrecen                 |
| 1990 | Kiss Sándorné             | Eger                     |
| 1990 | Sönfeld Mária             | Budapest                 |
| 1992 | Horváth István            | Nagykanizsa              |
| 1992 | Ivánné Bodó Veronika      | Győr                     |
| 1992 | Szluka Judit              | Székesfehérvár           |
| 1994 | Bekő Zsuzsa               | Ásványráró               |
| 1994 | Lukács Jánosné            | Tatabánya                |
| 1994 | Szép László               | Miskolc                  |
| 1996 | Farkasné Dőry Magdolna    | Székesfehérvár           |
| 1996 | Kaszás Villő              | Dunakeszi                |
| 1996 | Korhercz Imola            | Szabadka (Szerbia)       |
| 1998 | Domány Zoltán             | Zenta (Szerbia)          |
| 1998 | Marjai Virág              | Kisbodak                 |
| 1998 | Verbászi Beáta            | Topolya (Szerbia)        |
| 2000 | Mihályi Jánosné           | Szerencs                 |
| 2000 | Nagy Tímea                | Szolnok                  |
| 2000 | Torma Mária               | Budapest                 |
| 2002 | Fodor Eszter              | Tapolca                  |
| 2002 | Góli Kornélia             | Győr                     |
| 2002 | Tóth Krisztina            | Szabadka (Szerbia)       |
| 2004 | Dudás Dorottya            | Győr                     |
| 2004 | Orbán György              | Zsira                    |
| 2004 | Wahl László               | Budapest                 |
| 2006 | Bors Anikó                | Fertőd                   |
| 2006 | Kiss Bálint               | Izsap (Szlovákia)        |
| 2006 | Salamon Judit             | Győr                     |
| 2008 | Bakonyi Ferenc            | Győrzámoly               |
| 2008 | Kiss Eszter               | Tass                     |
| 2008 | Németh Edina              | Fertőd                   |
| 2010 | Hajvert Ákos              | Bácsfeketehegy (Szerbia) |
| 2010 | Szűcsné Baráth Zsófia     | Budapest                 |
| 2010 | Tóth Péter                | Kunszentmiklós           |
| 2012 | Dr. Gémesi Márta          | Gödöllő                  |
| 2012 | Horváth Csenge            | Petrivente               |
| 2012 | Jánosi Márton             | Szentendre               |
| 2014 | Herbály Jánosné           | Bugac                    |
| 2014 | Király Erika              | Keszthely                |
| 2014 | Oroszné Gyulai Zsuzsa     | Budapest                 |
| 2016 | Marosvölgyi Gergely       | Nagymaros                |
| 2016 | Borsó Ákos                | (Szlovákia)              |
| 2018 | Antal Szabina             | Győr                     |
| 2022 | Tóth Benedek Ernő         | Budapest                 |

### Pedagógusok, irodalomszervezők, előadóművészek
| Év   | Név                    | Település          |
| ---- | ---------------------- | ------------------ |
|      | Bácskai Mihály         | Szentes            |
| 1998 | Németh András          | Győr               |
| 1998 | Oberhauser László      | Berettyóújfalu     |
| 2000 | Horváth Emma           | Szabadka (Szerbia) |
| 2000 | Kiss László            | Budapest           |
| 2000 | Popper Ferenc          | Győr               |
| 2002 | Perédy László          | Győr               |
| 2002 | Bartók László          | Budapest           |
| 2002 | Ferencz Zsuzsanna      | Veszprém           |
| 2002 | Muzsnay Árpád          | Szatmárnémeti      |
| 2004 | Karsainé Horváth Klára | Öttevény           |
| 2004 | Tóth Zsuzsanna         | Budapest           |
| 2004 | Újváry László          | Léva (Szlovákia)   |
| 2006 | Orbán Edit             | Kecskemét          |
| 2006 | Dinnyés József         | Budapest           |
| 2006 | Szabó József           | Győr               |
| 2008 | Krekity Olga           | Szabadka (Szerbia) |
| 2008 | Kovácsné Lapu Mária    | Inárcs             |
| 2010 | Dániel Kornél          | Erdőkertes         |
| 2010 | Dr. Havas Judit        | Budapest           |
| 2012 | Lutter Imre            | Budapest           |
| 2012 | Gyarmati Fanni,        | Budapest           |
| 2014 | Wiegmann Alfréd        | Budapest           |
| 2016 | Szőke Anna             | Zilah (Románia)    |
| 2018 | Pataki András          | Sopron             |
| 2022 | Bakos-Kiss Gábor       | Győr               |